# Armorial des localités de Hongrie/A-Á
Cette page donne les armoiries des localités de Hongrie, commençant par les lettres A et Á.

## Ab-Áb

Aba
Abádszalók
Abaliget
Abaújalpár
Abaújkér
Abaújszántó
Abaújszolnok
Abaújvár
Abasár
Abda
Abod
Abony
Ábrahámhegy

## Acs-Ács

Ács
Acsa
Acsád
Acsalag
Ácsteszér

## Ad-Ád

Adács
Ádánd
Adásztevel
Adony
Adorjánháza
Adorjás

## Ag-Ág-Agy

Ág
Ágasegyháza
Ágfalva
Aggtelek
Agyagosszergény

## Aj

Ajak
Ajka

## Ak

Aka
Akasztó

## Al-Ál

Alacska
Alap
Alattyán
Albertirsa
Alcsútdoboz
Aldebrő
Algyő
Alibánfa
Almamellék
Almásfüzitő
Almáskamarás
Almásháza
Almáskeresztúr
Álmosd
Alsóberecki
Alsóbogát
Alsódobsza
Alsógagy
Alsómocsolád
Alsónána
Alsónémedi
Alsónemesapáti
Alsónyék
Alsóörs
Alsópáhok
Alsópetény
Alsórajk
Alsóregmec
Alsószenterzsébet
Alsószentiván
Alsószentmárton
Alsózsolca
Alsószölnök
Alsószuha
Alsótelekes
Alsótold
Alsóújlak
Alsóvadász

## Am

Ambrózfalva

## An

Anarcs
Andocs
Andornaktálya
Annavölgy

## Ap-Áp

Apácatorna
Apagy
Apaj
Aparhant
Apátistvánfalva
Apátfalva
Apátvarasd
Apc
Áporka
Apostag

## Ar-Ár

Aranyosapáti
Aranyosgadány
Arló
Arnót
Ároktő
Árpádhalom
Árpás
Ártánd

## As-Ás-Asz-Ász

Ásotthalom
Ásványráró
Aszaló

## At-Át

Áta
Átány
Atkár
Attala